# Ringstorp, Helsingborg

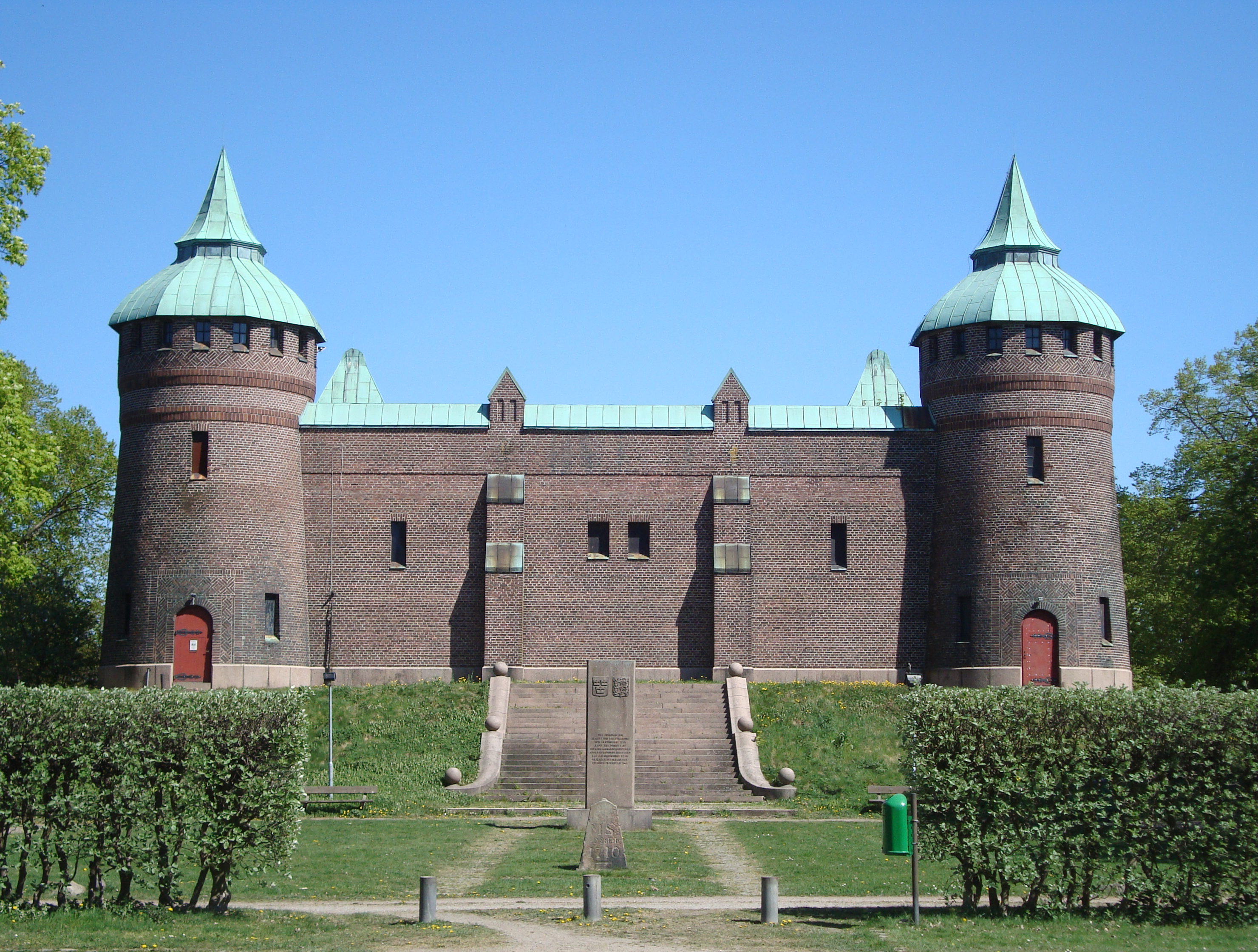
Ringstorps vattentorn.

Ringstorp är en stadsdel i den norra delen av Helsingborg. Statistikområdet Ringstorp hade 5 096 invånare den 31 december 2020. Här finns en grundskola, Ringstorpsskolan (årskurs 1-6) och ett dagis. Helsingborgs näst största områdesbibliotek ligger på Ringstorp, mitt emot Sankta Anna kyrka.

## Stadsbild
Stadsdelen avgränsas i söder av stadsdelarna Stattena och Tågaborg, i norr av Mariastaden och i öster av Berga. Längst i söder ligger Ringstorps vattentorn inbäddat i grönska, i öster i form av Ringstorps sommarstad och i väster i form av ett större grönområde fram till Ringstorpsvägen. Längre åt öster om och norr om detta område breder ett större bostadsområde bestående av flerbostadshus ut sig. Det norra bostadsområdet, kvarteret Idun, innesluts i en triangel, bildad av Ringstorpsvägen och Hammarbergsgatan, och består av ett antal fristående flerbostadshus i fyra till sex våningar. Särskilt utmärkande är byggnaden som vetter åt Ringstorpsplatsen med sina detaljer i ärgad koppar. Området närmast öster om grönområdet kring vattentornet består av ett antal flerbostadshus i liknande utförande, med gult tegel och balkongrader år söder. Av dessa är de södra byggnaderna högre, sex till åtta våningar, medan de nordligare byggnaderna utgörs låghus i tre våningar. Allra längst åt öster, längs Kurirgatans östra sträckning finns ett större, enhetligt område av höghus i sex våningar och rött tegel. Kurirgatan löper i en båge kring bostadsområdet och kröker sedan av mot väster för att slutligen ansluta till Hammarbergsgatan. I denna del ligger Ringstorpsskolan med tillhörande skolgård. Mellan Kurirgatan, Hammarbergsgatan och Johan Banérs gata ligger Ringstorps centrum, som består av ett torg i väster och lägre, sammanhållen byggnad i öster, innehållande bland annat närbutik, pizzeria, thai-restaurang, blomsterhandel, frisör, spel/tobaksbutik och Ringstorps bibliotek. Öster om centrumet, mellan Kurirgatan och Johan Banérs gata ligger ett område med lägre bebyggelse i form av ett radhusområde kring Ordonnansgatan.
På motsatt sida från Ringstorps centrum, på Johan Banérs gatas norra sida, ligger områdeskyrkan Sankta Anna kyrka, som uppfördes 2001. Resterande bebyggelse norr om gatan utgörs till övervägande del av villor, förutom vid Fäladsgatan i öster, där en grupp flerbostadshus i fyra våningar och gult tegel ligger ut mot den nybyggda Kullavägen. Villorna daterar till största delen från områdets tillkomst mellan 1920-talet och 1960-talet, men det finns även enstaka villor av nyare datum. Området avgränsas i norr av Västkustbanan och norr om denna ligger bostadsområdet Pålsjö Östra, som räknas in i Ringstorps statistikområde. Området är av senare datum än Ringstorpsområdet och utgörs av blandad bebyggelse av flerbostadshus, radhus och villor, uppförda i början av 1980-talet. Vid Romares väg ligger Rönnbäcksskolan med Pålsjöhemmet och norr om detta Romares stiftelse.

### Senare utbyggnad
Från 2013 har en omfattande förtätning av bebyggelsen på Ringstorp genomförts. Delar av grönområdet mellan Ringstorps vattentorn och Hammarbergsgatan omvandlades till bostadsbebyggelse i form av ett antal radhus längs Ringstorpsvägen, kombinerat med punkthus nära vattentornet i öster. Då grönområdet hade en historia som soptipp var marken tvungen att saneras för att möjliggöra utbyggnadsplanerna. Senare kompletterades bebyggelsen på platsen med fler punkthus i väster vid Hammarbergsgatan.
Förutom detta har även den existerande bebyggelsen kompletterats. I kvarteret Idun uppfördes ett nytt punkthus på innergården, medan husen längs Ringstorpsvägen utökades med två våningsplan. Planer fanns även på att området kring Ringstorps centrum skulle utökas med ny bebyggelse tillsammans med ett område väster om Ringstorpsskolan.

## Historia
De äldsta fynden från forntiden som hittats på platsen härstammar från stenåldern. Bland de mer framstående fynden från denna tid är fem flintsågar, som troligen utgjort en offergåva till högre makter. Eftersom platsen är belägen på en höjd har det troligen förr funnits en kultplats i området. Detta bekräftas av fynd gjorda i samband med utgrävningen av grunden till Ringstorps vattentorn, då man fann ett gravfält bestående av 19 flatmarksgravar från yngre bronsåldern. Man har även funnit lämningar av en domarring från järnåldern, som troligen gett platsen dess namn.
Under medeltiden var området en del av Helsingborgs fäladsmarker och bebyggelsen var sparsam. Den äldsta kända bebyggelsen i området är Ringstorpshus, som antingen uppfördes som tingshus åt Luggude härads tingsrätt under slutet av 1600-talet eller funnits innan dess och tagits över av häradstinget. Vissa källor anger att det redan 1642 skulle funnits ett tingshus vid Ringstorp, medan tingsplatsen för första gången omnämns 1691. Ringstorp var dock platsen för Luggude härads ting fram till den 27 maj 1704, då detta flyttades till Mörarp. Den mest kända händelse som utspelat sig vid Ringstorp ägde rum den 28 februari 1710, då svenska trupper mötte en dansk invasionsarmé vid slaget vid Helsingborg, som i vissa källor även är känt som slaget vid Ringstorp. De danska styrkorna hade samlat sig med ryggen mot Helsingborg och hade placerat sitt artilleri på Ringstorpshöjden i väntan på svenskarna, som leddes av Magnus Stenbock. Slaget utvecklade sig till en avgörande svensk seger och blev danskarnas sista seriösa försök att återta Skånelandskapen.
Söder om Ringstorp låg Stattena, där vägarna från Ängelholm respektive Kullabygden, nu Ängelholmsvägen och Ringstorpsvägen, möttes för att leda ner till Helsingborg. Vid denna korsning hade tidigt en viss bebyggelse uppkommit, som under 1700-talet byggdes ut allt mer. I början av 1800-talet tillkom väster om Ringstorpsvägen ett landeri, benämnt Ringstorp, som dock inte ska förväxlas med Ringstorpshus. I området byggdes 1803 en holländsk väderkvarn, Ringstorps mölla, av dansken Fredrik Kamph. Senare på 1800-talet köptes denna av mjölnaren Nils Sjunnesson, som även byggde en ångkvarn i anknytning till möllan. Kvarnrörelsen upphörde 1914, och 1929-31 plockades Ringstorps mölla ner och flyttades till Fredriksdals friluftsmuseum där den står än idag. 
På grund av Helsingborgs snabba expansion runt sekelskiftet 1900 behövde staden ett nytt vattentorn för att försörja stadens mer högt belägna delar i nordost. Man valde därför att uppföra ett nytt vattentorn på Ringstorpshöjden, som stod klart 1904. Stadens bebyggelse hade nu vuxit allt närmre området och i en stadsplan från 1905 angav området som lämpligt för villabebyggelse. I stadsdelens norra del finns också ett villaområde som till största delen byggdes ut från 1920-talet till 1960-talet. Kring vattentornet växte i början av 1900-talet koloniområdet Ringstorps sommarstad upp. Den mest omfattande utbyggnaden skedde däremot på 1960-talet då ett av miljonprogrammets första bostadsområden i Helsingborg växte upp i Ringstorp. Bostadsområdet fick ett tidstypiskt centrum med områdesbibliotek, skola och närbutik. Det växande bostadsområdet behövde också en egen kyrkobyggnad, som först bestod av en provisorisk träbyggnad från 1968, men som 2001 ersattes av en permanent lösning.

## Befolkningsutveckling
| Befolkningsutvecklingen i Ringstorp 2000–2020 | Befolkningsutvecklingen i Ringstorp 2000–2020 | Befolkningsutvecklingen i Ringstorp 2000–2020 | Befolkningsutvecklingen i Ringstorp 2000–2020 | Befolkningsutvecklingen i Ringstorp 2000–2020 |
| --------------------------------------------- | --------------------------------------------- | --------------------------------------------- | --------------------------------------------- | --------------------------------------------- |
|                                               |                                               |                                               |                                               |                                               |
| År                                            |                                               |                                               | Folkmängd                                     |                                               |
| 2000                                          | 2000                                          |                                               | 3 795                                         |                                               |
| 2001                                          | 2001                                          |                                               | 4 195                                         |                                               |
| 2002                                          | 2002                                          |                                               | 4 662                                         |                                               |
| 2003                                          | 2003                                          |                                               | 4 893                                         |                                               |
| 2004                                          | 2004                                          |                                               | 2 797                                         |                                               |
| 2005                                          | 2005                                          |                                               | 2 802                                         |                                               |
| 2006                                          | 2006                                          |                                               | 2 788                                         |                                               |
| 2007                                          | 2007                                          |                                               | 2 844                                         |                                               |
| 2008                                          | 2008                                          |                                               | 2 864                                         |                                               |
| 2009                                          | 2009                                          |                                               | 2 876                                         |                                               |
| 2010                                          | 2010                                          |                                               | 2 853                                         |                                               |
| 2011                                          | 2011                                          |                                               | 2 887                                         |                                               |
| 2012                                          | 2012                                          |                                               | 3 181                                         |                                               |
| 2013                                          | 2013                                          |                                               | 3 498                                         |                                               |
| 2014                                          | 2014                                          |                                               | 3 693                                         |                                               |
| 2015                                          | 2015                                          |                                               | 4 070                                         |                                               |
| 2016                                          | 2016                                          |                                               | 4 255                                         |                                               |
| 2017                                          | 2017                                          |                                               | 4 376                                         |                                               |
| 2018                                          | 2018                                          |                                               | 4 730                                         |                                               |
| 2019                                          | 2019                                          |                                               | 5 061                                         |                                               |
| 2020                                          | 2020                                          |                                               | 5 096                                         |                                               |
| Anm: 1.                                       |                                               |                                               |                                               |                                               |

## Demografi

### Befolkningssammansättning
Statistikområdet Ringstorp hade 25 096 invånare den 31 december 2020, vilket utgjorde 4,5 % av befolkningen i hela Helsingborgs tätort (här alla statistikområden i Helsingborgs kommuns innerområde, motsvarande Helsingborgs tätort inklusive vissa närliggande småorter). Medelåldern var vid samma tid 42,6 år, vilket var något högre än medelåldern för hela Helsingborg på 40,7 år. Åldersfördelningen inom stadsdelen är relativt jämn, men med något högre andel i åldersgrupperna 20 till 29 år och 30 till 39 år. Andelen personer i åldersgrupperna 40 till 49 år och 50 till 59 år var något lägre än för Helsingborg som helhet, medan andelen personer över 70 år var högre än genomsnittet.
Andelen personer med utländsk bakgrund, alltså personer som antingen är födda utanför Sverige eller har föräldrar som båda är födda utanför Sverige, var inom statistikområdet 22,9 %, vilket var en lägre andel än för hela Helsingborg med 30,3 %. Av de som var födda utanför Sverige var en något större andel födda i övriga Norden medan en lägre andel var födda i övriga Europa än genomsnittet för Helsingborg. Andelen födda i övriga Världen låg på ungefär samma nivå som staden som helhet.
| Åldersfördelning (2020) |        |  |  |  |
| Åldersgrupp             | Andel  |  |  |  |
| 0–9                     | 10,6 % |  |  |  |
| 0–9                     | 11,5 % |  |  |  |
| 10–19                   | 10,3 % |  |  |  |
| 10–19                   | 10,7 % |  |  |  |
| 20–29                   | 15,9 % |  |  |  |
| 20–29                   | 14,7 % |  |  |  |
| 30–39                   | 13,2 % |  |  |  |
| 30–39                   | 14,1 % |  |  |  |
| 40–49                   | 10,9 % |  |  |  |
| 40–49                   | 12,1 % |  |  |  |
| 50–59                   | 10,9 % |  |  |  |
| 50–59                   | 12,5 % |  |  |  |
| 60–69                   | 10,7 % |  |  |  |
| 60–69                   | 10,3 % |  |  |  |
| 70–79                   | 10,0 % |  |  |  |
| 70–79                   | 8,8 %  |  |  |  |
| 80–                     | 7,6 %  |  |  |  |
| 80–                     | 5,1 %  |  |  |  |
|                         |        |  |  |  |
|                         |        |  |  |  |
| Medelålder              | 42,6   |  |  |  |
| Medelålder              | 40,7   |  |  |  |

| Utländsk bakgrund (2020)                |        |  |  |  |
|                                         |        |  |  |  |
| Andel                                   | 22,9 % |  |  |  |
| Andel                                   | 30,3 % |  |  |  |
| Födelseland (för födda utanför Sverige) |        |  |  |  |
| Region                                  | Andel  |  |  |  |
| Övriga Norden                           | 10,2 % |  |  |  |
| Övriga Norden                           | 7,3 %  |  |  |  |
| Övriga Europa                           | 34,8 % |  |  |  |
| Övriga Europa                           | 37,8 % |  |  |  |
| Övriga Världen                          | 55,0 % |  |  |  |
| Övriga Världen                          | 54,8 % |  |  |  |

### Utbildning och inkomst
Ringstorp hade den 31 december 2020 en utbildningsnivå i någorlunda paritet med Helsingborg som helhet. Andelen invånare mellan 20 och 64 år med endast förgymnasial utbildning var däremot något lägre än genomsnittet för staden medan eftergymnasial utbildning på över tre år var något högre än genomsnittet. Medelinkomsten för statistikområdet uppgick 2020 till 394 300 kronor jämfört med 402 800 kronor för Helsingborg som helhet. Kvinnornas medellön uppgick till 81,9 % av männens, vilket var en något mindre löneskillnad än för hela Helsingborgs tätort där andelen uppgick till ungefär 80 %.
| Utbildningsnivå (2020) |        |  |  |  |
| Utbildning             | Andel  |  |  |  |
| Förgymnasial           | 11,1 % |  |  |  |
| Förgymnasial           | 13,2 % |  |  |  |
| Gymnasial (≤2 år)      | 16,1 % |  |  |  |
| Gymnasial (≤2 år)      | 16,8 % |  |  |  |
| Gymnasial (3 år)       | 27,4 % |  |  |  |
| Gymnasial (3 år)       | 25,8 % |  |  |  |
| Eftergymn. (<3 år)     | 17,2 % |  |  |  |
| Eftergymn. (<3 år)     | 16,8 % |  |  |  |
| Eftergymn. (≥3 år)     | 26,0 % |  |  |  |
| Eftergymn. (≥3 år)     | 24,4 % |  |  |  |
| Ingen uppgift          | 2,1 %  |  |  |  |
| Ingen uppgift          | 3,0 %  |  |  |  |

| Förvärvsinkomst (2020) |         |  |  |  |
| Kön                    | Inkomst |  |  |  |
| Kvinnor                | 355,7   |  |  |  |
| Kvinnor                | 356,9   |  |  |  |
| Män                    | 434,2   |  |  |  |
| Män                    | 446,6   |  |  |  |
| Samtliga               | 394,3   |  |  |  |
| Samtliga               | 402,8   |  |  |  |

### Sysselsättning och hälsa
Arbetslösheten för personer mellan 20 och 64 år uppgick år 2020 till totalt 8,3 %, vilket var något under genomsnittet i staden. Arbetslösheten för kvinnor var lägre än den för män. Den öppna arbetslösheten uppgick 2020 till 4,6 %. Andelen förvärvsarbetande uppgick till totalt 77,4 %. Av de med arbete i stadsdelen pendlade 2 126 personer till arbeten utanför stadsdelen, medan 493 pendlade in från utanför Ringstorp till arbeten i stadsdelen.
Det genomsnittliga antalet utbetalda dagar med sjukpenning, arbetsskadesjukpenning, rehabiliteringspenning, sjukersättning och aktivitetsersättning från socialförsäkringen för stadsdelen uppgick år 2020 till 22 dagar, vilket var ungefär i linje med Helsingborg som helhet med 23 dagar. Ohälsotalet var större för kvinnorna än för männen.
| Arbetslöshet (2020) |        |  |  |  |
| Kön                 | Andel  |  |  |  |
| Kvinnor             | 7,2 %  |  |  |  |
| Kvinnor             | 9,8 %  |  |  |  |
| Män                 | 9,4 %  |  |  |  |
| Män                 | 10,2 % |  |  |  |
| Samtliga            | 8,3 %  |  |  |  |
| Samtliga            | 11,1 % |  |  |  |

| Ohälsotal (2020) |       |  |  |  |
| Kön              | Dagar |  |  |  |
| Kvinnor          | 26    |  |  |  |
| Kvinnor          | 27    |  |  |  |
| Män              | 17    |  |  |  |
| Män              | 19    |  |  |  |
| Samtliga         | 22    |  |  |  |
| Samtliga         | 23    |  |  |  |